# Ogoh-Ogoh

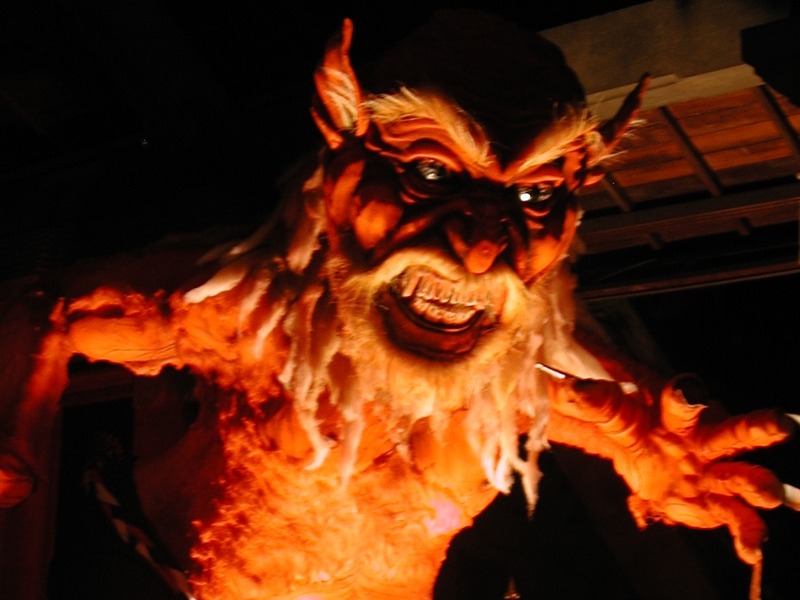
Un Ogoh-ogoh

Les Ogoh-ogoh (ou Ogoh-ogog) sont des statues destinées à être exhibées lors de processions organisées la veille du jour du Nyepi (nouvel an) sur l'île de Bali (Indonésie).
Les Ogoh-ogoh ont la forme d'êtres mythologiques, pour la plupart des démons. Lors des préparatifs, les banjar (association communautaire  coutumière d'un quartier ou d'un hameau à Bali) rivalisent de créativité fondée sur l'hindouisme balinais, pour concevoir ces monstres géants de papier mâché peint. Selon les enseignements hindous, les Ogoh-ogoh personnifient le Bhuta-Kala, c'est-à-dire la nature et son pouvoir destructif.
Le but de ces défilés est de purifier l'environnement naturel de tout polluant spirituel émis par les activités des êtres vivants (surtout celle des humains).
Dans l'après-midi, des offrandes sont déposées aux principaux carrefours routiers pour attirer les esprits malins. À la nuit tombante, les Ogoh-ogoh montés sur des supports en bambou sont promenés à travers villes et villages, le plus bruyamment possible avec l'aide toutes sortes d'accessoires (casseroles, marmites, gongs, etc.). À l'issue des défilés, les monstres finissent en principe brûlés.

## Galerie

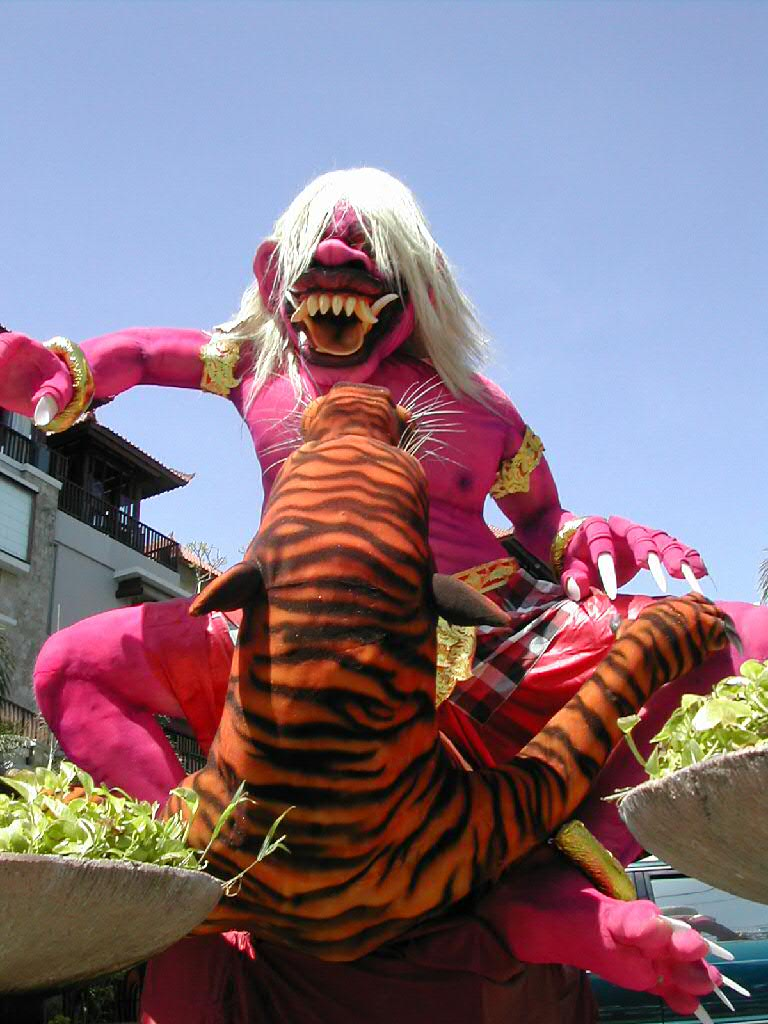
Ogoh-ogoh à Kuta (19 mars 2005)
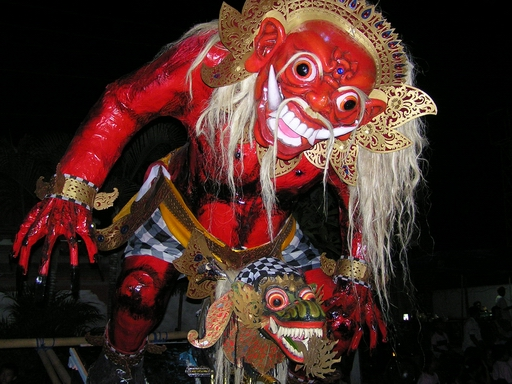
Ogoh-ogoh à Sesetan (18 mars 2007)
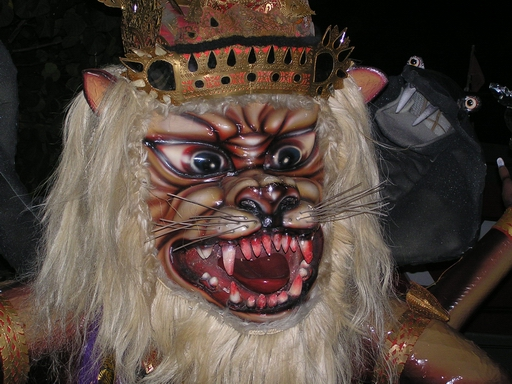
Ogoh-ogoh à Sesetan (19 mars 2007)
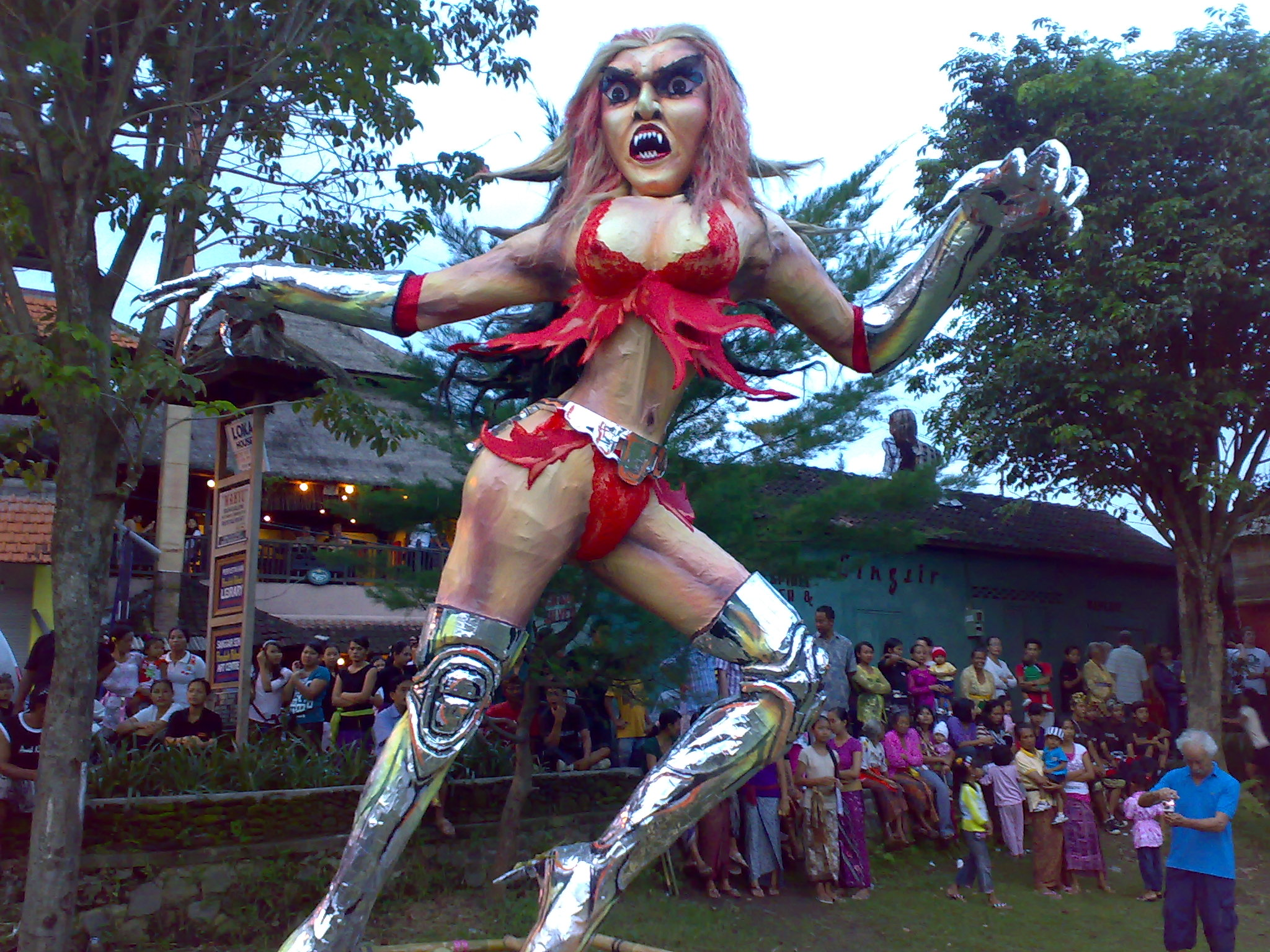
Une touriste Ogoh-ogoh vue par les habitants d'Ubud (7 mars 2008)
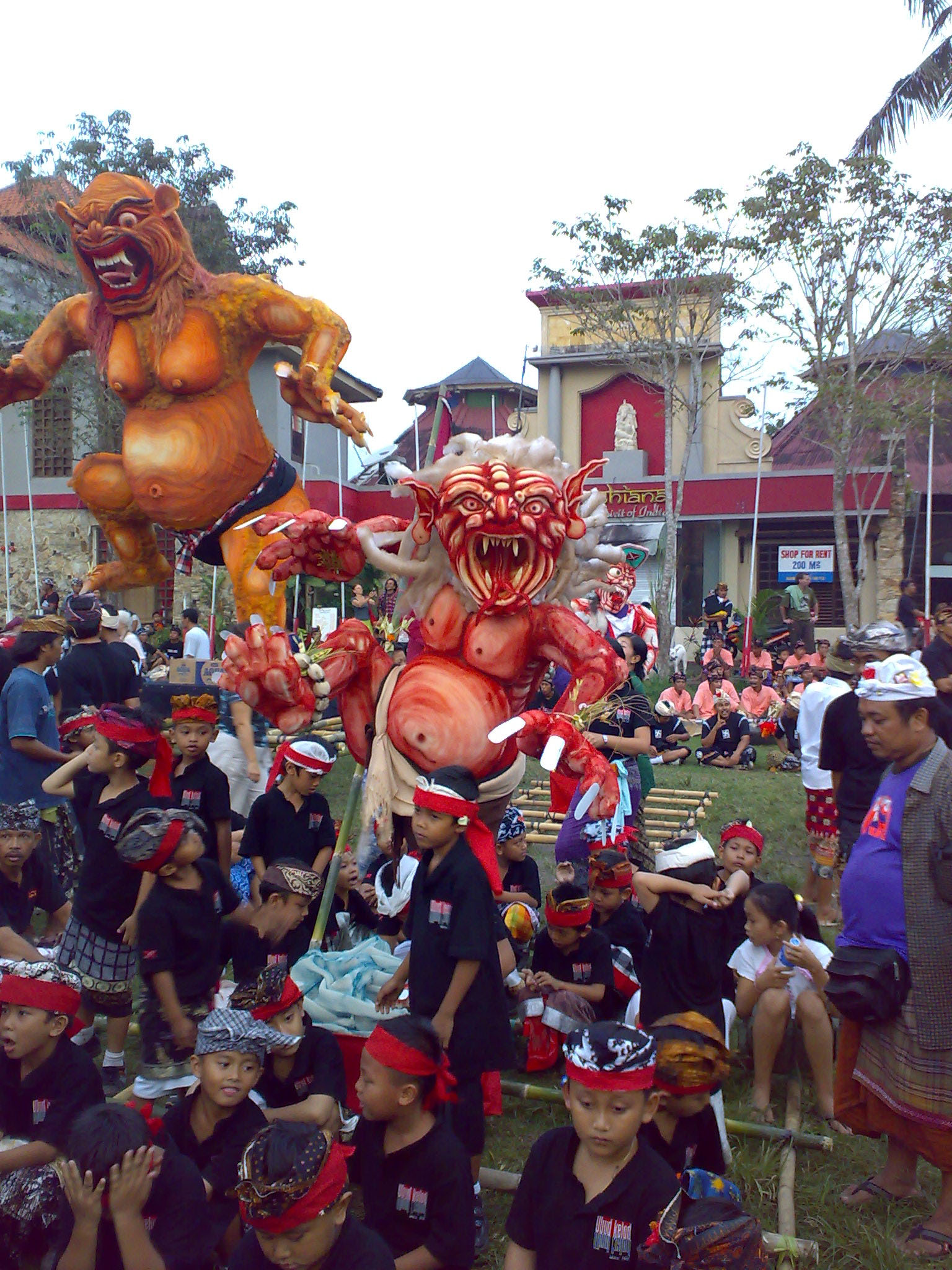
Rassemblement d'Ogoh-ogoh sur le terrain de jeux d'Ubud (7 mars 2008)
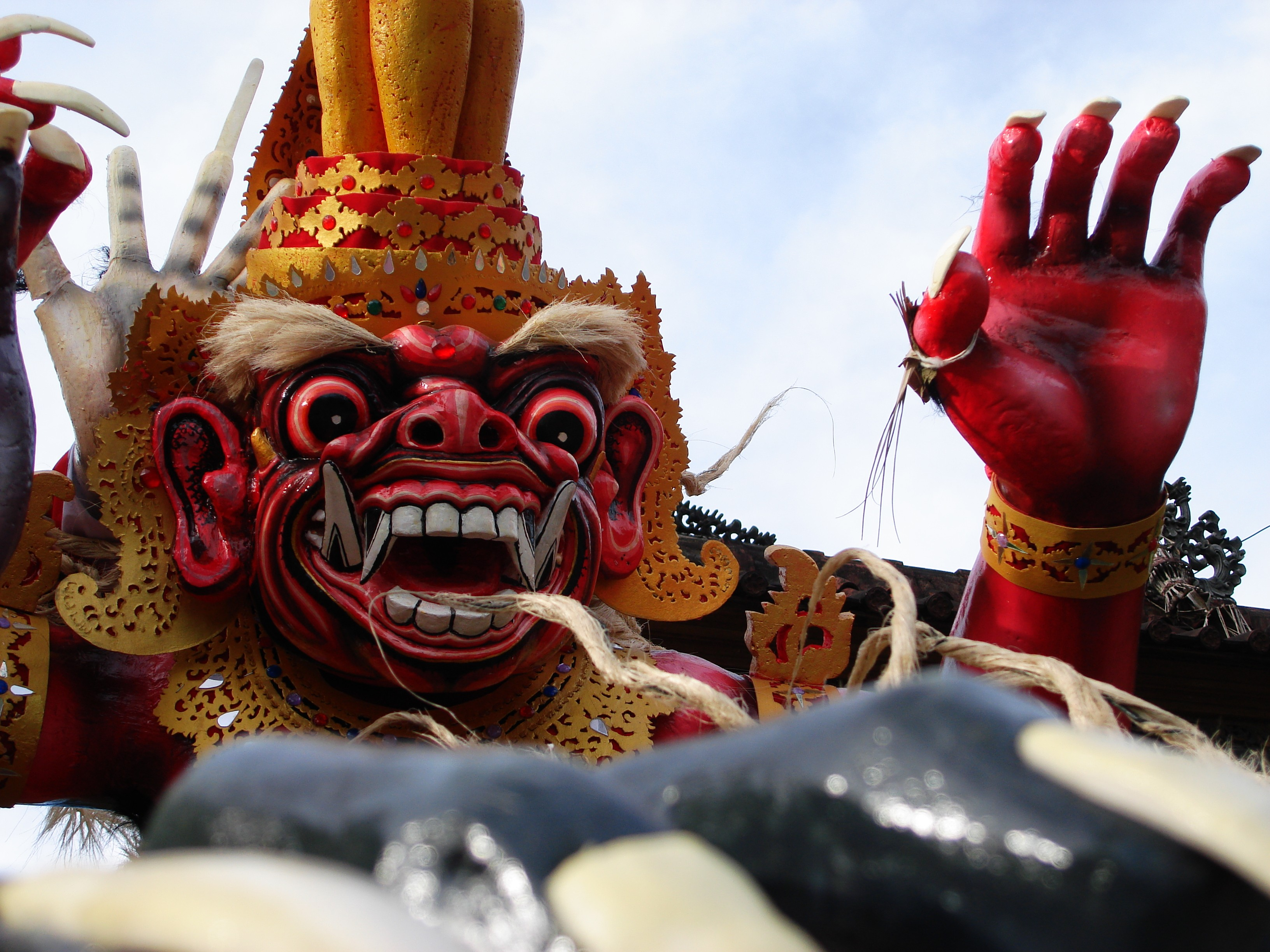
Ogoh-ogoh (10 mars 2008)
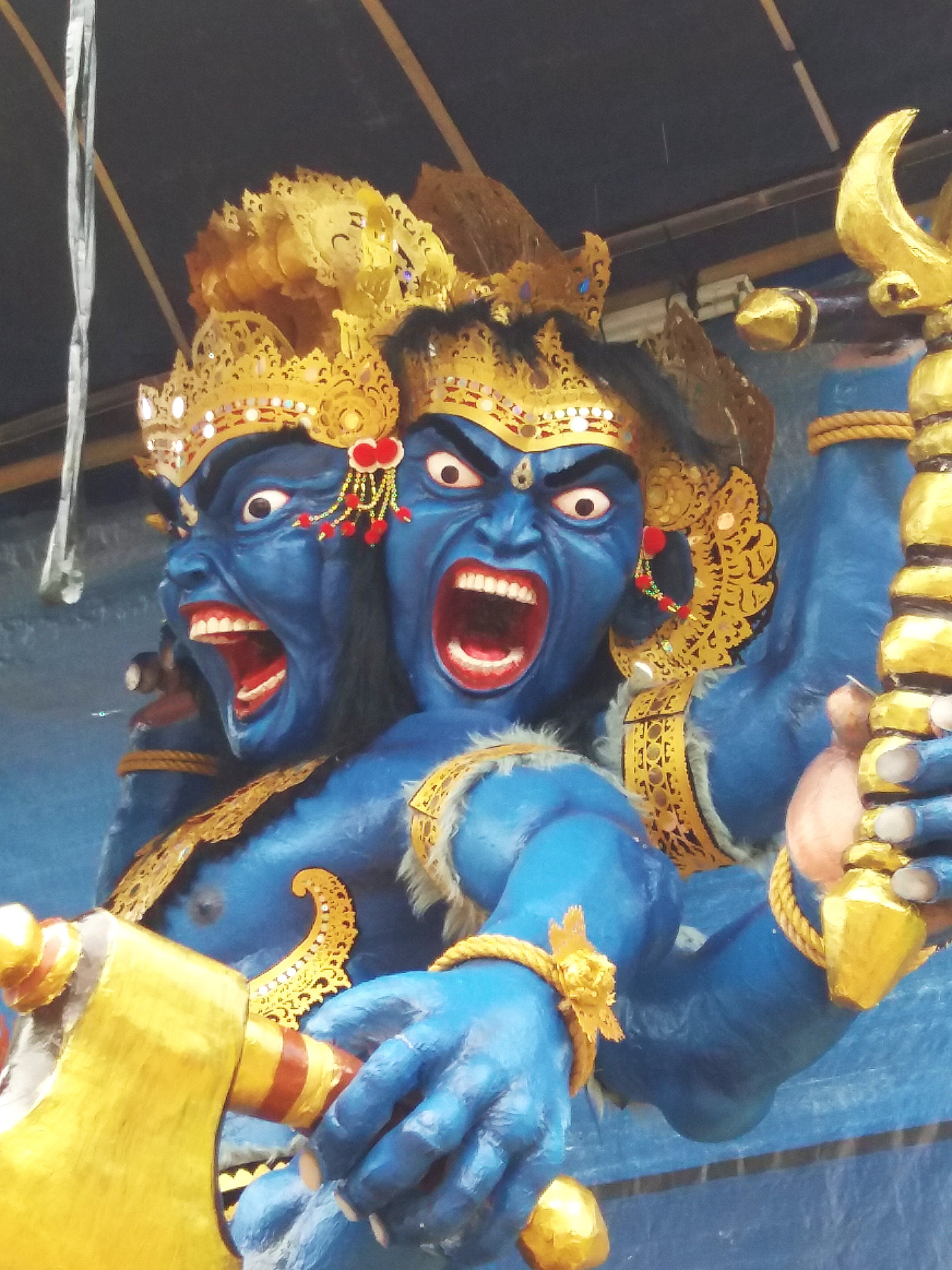
Un ogoh-ogoh à trois faces à Ubud